# 裸瓶猪笼草
裸瓶猪笼草:74是爪哇和苏门答腊特有的热带食虫植物，海拔分布范围为600米至2800米。对于裸瓶猪笼草、梳状猪笼草（N. pectinata）:76和似刃猪笼草（N. xiphioides）这三个类群的分类有很多争论。
其种加词“gymnamphora”来源于希腊文“gymnos”和“amphoreus”，意为“赤裸的水罐”。
黑瓮猪笼草（N. melamphora）为裸瓶猪笼草的异名之一，但其也被用于称呼其他物种。

## 分类关系
裸瓶猪笼草组的相关类群被以各种方式解释为是一个可变性极高的物种。之前，裸瓶猪笼草组内的类群可以划分为：两个截然不同的物种，产自爪哇的裸瓶猪笼草，及产自苏门答腊的梳状猪笼草；也可以另一种方式划分，广泛分布于爪哇和苏门答腊的裸瓶猪笼草，及仅分布于苏门答腊的似刃猪笼草。此外还有4种产自苏门答腊索克·麦拉皮山（Mount Sorik Merapi）的未描述类群也可能属于裸瓶猪笼草组。

### 梳状猪笼草
B·H·丹瑟首次在其1928年发表的开创性著作《荷属东印度群岛的猪笼草科植物》中对梳状猪笼草进行了描述。丹瑟的描述基于的标本中混入了欣佳浪山猪笼草（N. singalana）上位笼的标本。1994年，简·斯洛尔（Jan Schlauer）和约阿希姆·那兹在首先注意到了这点，他们还提供了一份采集于塔拉克毛火山的选模标本，编号为“Bünnemeijer 700”。
B·H·丹瑟在他另一个专著中提到了梳状猪笼草与欣佳浪山猪笼草的自然杂交种（N. pectinata × N. singalana），但其实际上是纯种的欣佳浪山猪笼草。
梳状猪笼草已被列入《2006年世界自然保护联盟濒危物种红色名录》中，保护状况为无危。

### 似刃猪笼草
布鲁斯·萨蒙（Bruce Salmon）和里基·毛德（Ricky Maulder）在1995年的一期《食虫植物通讯》上对似刃猪笼草进行了描述。他们还认为梳状猪笼草与裸瓶猪笼草是同一个物种，并将其与似刃猪笼草在一些形态特征上做了对比。
| 裸瓶猪笼草和似刃猪笼草之间形态特征的区别（Salmon & Maulder, 1995） |                                                                                |                                          |
| 形态特征                                                           | 裸瓶猪笼草                                                                     | 似刃猪笼草                               |
| 纵脉                                                               | 在叶片外部的三分之二至五分之四内有3至6条                                       | 在叶片外部的二分之一内有2至3条           |
| 叶缘                                                               | 覆盖着密集的短毛                                                               | 无毛被                                   |
| 下位笼的笼蔓                                                       | 和捕虫笼同长                                                                   | 为叶片长度的2至3倍                       |
| 下位笼                                                             | 高8至12厘米，宽3至4厘米                                                        | 高4至4.5厘米，宽1.5至2厘米               |
| 上位笼                                                             | 存在                                                                           | 不存在                                   |
| 唇齿                                                               | 长为宽的3至6倍                                                                 | 长为宽的6至8倍                           |
| 花序                                                               | 大部分花梗带2朵花，末端的花梗大多带1朵花； 极少数花序的花梗大部分或全部带1朵花 | 下三分之一的花梗大多带1朵花，少数带2朵花 |
| 雄蕊柄                                                             | 基部或整个具有毛被                                                             | 无毛被                                   |

## 种下类群

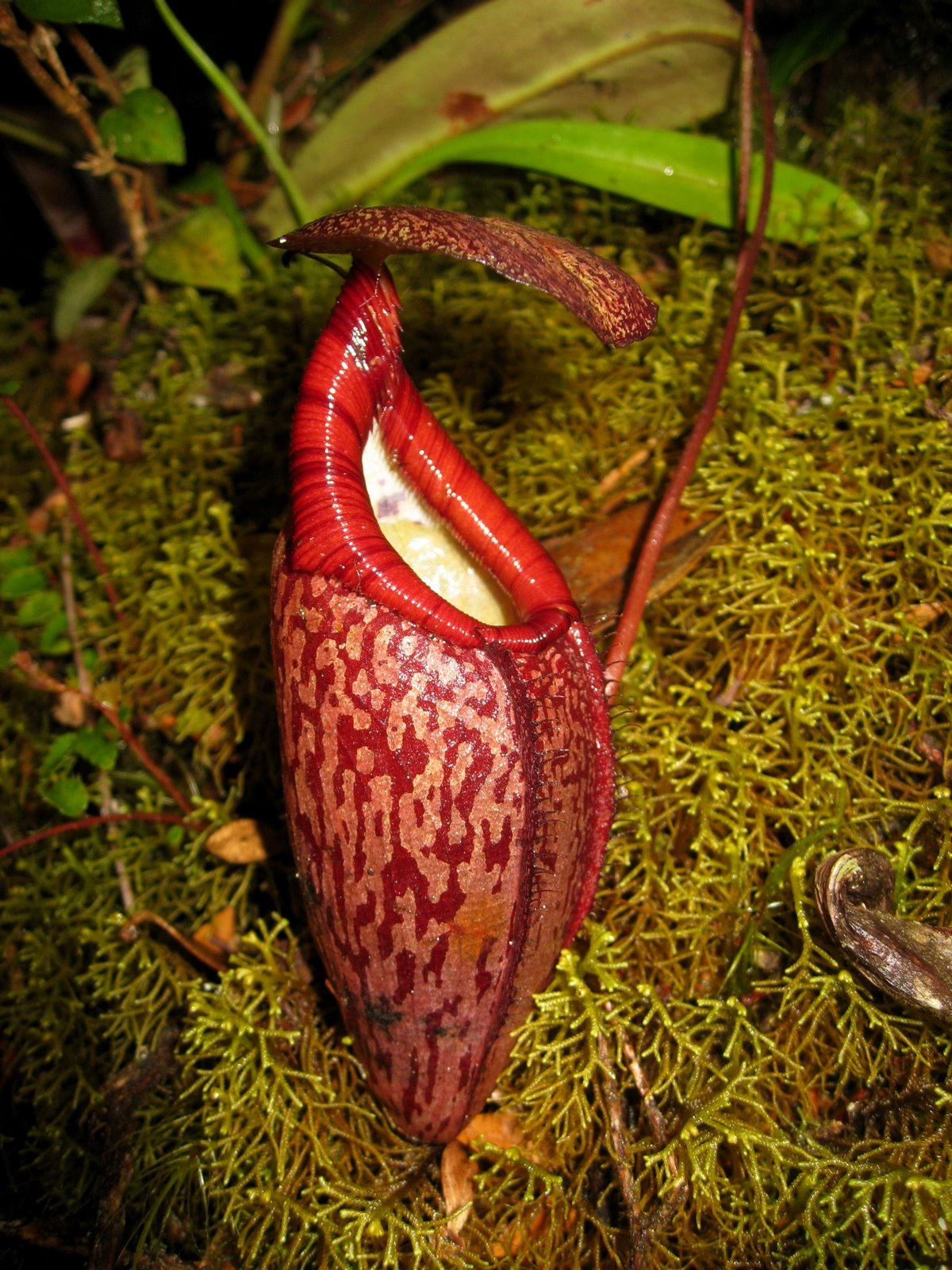
？裸瓶猪笼草与显目猪笼草的自然杂交种

- Nepenthes gymnamphora var. haematamphora Miq. (1851)
- Nepenthes gymnamphora var. pectinata (Danser) Hort.Westphal (1999) in sched.

## 自然杂交种
- N. bongso × N. gymnamphora[6]
- N. gymnamphora × N. mikei[5][=N. × pangulubauensis]
- N. gymnamphora × N. ovata[5]
- N. gymnamphora × N. reinwardtiana[6]
- ? N. gymnamphora × N. rhombicaulis[7]
- N. gymnamphora × N. singalana[6]
- N. gymnamphora × N. spathulata[6]
- N. gymnamphora × N. spectabilis[6]
- N. gymnamphora × N. talangensis[6]

## 扩展阅读
- 食虫植物照片搜寻引擎中裸瓶猪笼草的照片（页面存档备份，存于）。
- Bernard T. Wahyu Wiryanta. . Wildlife Journey.   [2012-05-12]. （原始内容存档于2013-06-01）. 关于裸瓶猪笼草的纪录片

 维基共享资源上的相關多媒體資源：裸瓶猪笼草
 維基物種上的相關：裸瓶猪笼草